# 19 augusti
19 augusti är den 231:a dagen på året i den gregorianska kalendern (232:a under skottår). Det återstår 134 dagar av året.

## Återkommande bemärkelsedagar

### Nationaldagar
- Afghanistans nationaldag

### Flaggdagar
- Norge: H.K.H. Kronprinsessan Mette-Marits födelsedag

## Namnsdagar

### I den svenska almanackan
- Nuvarande – Magnus och Måns
- Föregående i bokstavsordning
  - Magnus – Namnet infördes, till minne av ett helgon från Avignon, på dagens datum 1702 och har funnits där sedan dess.
  - Mogens – Namnet infördes på dagens datum 1986, men utgick 1993.
  - Måns – Namnet förekom på 1790-talet på 11 maj, men utgick sedan. 1986 infördes det på dagens datum och har funnits där sedan dess.
- Föregående i kronologisk ordning
  - Före 1702 – ?
  - 1702–1900 – Magnus
  - 1901–1985 – Magnus
  - 1986–1992 – Magnus, Mogens och Måns
  - 1993–2000 – Magnus och Måns
  - Från 2001 – Magnus och Måns
- Källor
  - Brylla, Eva (red.). Namnlängdsboken. Gjøvik: Norstedts ordbok, 2000 ISBN 91-7227-204-X
  - af Klintberg, Bengt. Namnen i almanackan. Gjøvik: Norstedts ordbok, 2001 ISBN 91-7227-292-9

### Finlandssvenska almanackan
- Nuvarande från 1929[1] – Magnus, Måns
- I föregående revideringar[a][2]
  - inga ändringar sedan 1929

## Händelser

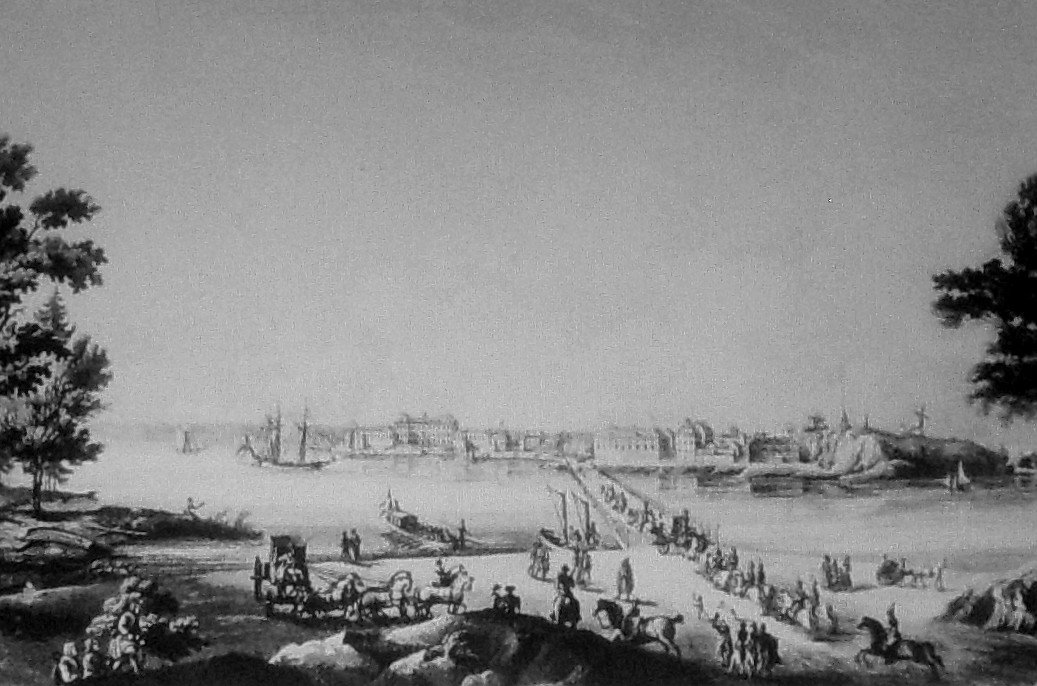
Akvarellerad gravyr från omkring år 1800 av Johan Fredrik Martin, som visar en kunglig kortege på väg mot Lovön över Drottningholmsbron vid invigningsceremonien den 19 augusti 1787. Gustav III invigde den nya kungsvägen och de tre nya broarna samma dag.

- 1252 – Birger jarl och ärkebiskop Jarler fäster sina sigill under ett brev, utfärdat i Stockholm. Detta, tillsammans med det brev som har utfärdats på platsen tidigare under sommaren, gör att detta år brukar räknas som Stockholms födelseår och traditionellt har även Birger jarl därför räknats som dess grundare.
- 1458 – Sedan Calixtus III har avlidit den 6 augusti väljs Enea Silvio Piccolomini till påve och tar namnet Pius II.[3]
- 1719 – Hela staden Norrtälje bränns ner av ryssarna under stora nordiska kriget.
- 1772 – Gustav III genomför en oblodig statskupp för att återbörda makten från särintressen och utländska makter, se Gustav III:s statskupp. Kallas även "gustavianska revolutionen".
- 1787 – Gustav III inviger den nybyggda kungsvägen till Drottningholms slott. Den nuvarande Drottningholmsvägen, Stockholm ifrån Kungsholmen och genom Bromma via Kärsön och fram till Drottningholm anlades på Gustav III:s initiativ. Gustav III önskade bättre förbindelser att färdas från Stockholms slott till Drottningholms slott och på hans initiativ byggdes även tre nya broar, Tranebergsbron, Nockebybron och Drottningholmsbron, som alla invigdes den 19 augusti. Arkitekt för alla tre broarna var Carl Fredric Adelcrantz. Gustav III:s Drottningholmsväg genom Bromma följde i stort sett den väg som nu heter Gustav III:s väg.
- 1809 – Ryssarna besegrar svenskarna i slaget vid Sävar under finska kriget.
- 1915 – Västerås teater invigs.
- 1922 – Drottningholms slottsteater återinvigs.
- 1989 – Den Paneuropeiska picknicken, som var första steget i järnridåns fall, hålls i Sopron, Ungern.
- 1991 – Ett misslyckat kuppförsök genomförs mot Michail Gorbatjov av konservativa krafter inom det sovjetiska kommunistpartiet och försvarsmakten. Gorbatjov sätts i husarrest i sin villa vid Svarta havet. Efter starkt motstånd mot kuppmakarna från allmänheten samt Boris Jeltsin, står kuppens misslyckande klart den 22 augusti och Gorbatjov kan återvända som president.
- 2009 – Första National Domestic Workers Day i Uruguay firas.[4].
- 2012 – På Blekinge kustbana invigs ett nytt mötesspår vid trafikplats Ångsågsmossen.

## Födda
- 232 – Probus, romersk kejsare 276–282
- 1631 – John Dryden, brittisk poet och dramatiker
- 1689 – Samuel Richardson, engelsk romanförfattare
- 1742 – Jean Dauberval, fransk dansör och koreograf
- 1743 – Madame du Barry, fransk kurtisan, Ludvig XV:s mätress
- 1745 – Johan Gottlieb Gahn, svensk bergsvetenskapsman
- 1790 – Giuseppe De Fabris, italiensk skulptör
- 1804 – Christina Enbom, svensk operasångerska
- 1848 – Gustave Caillebotte, fransk målare inom impressionismen
- 1853 – Lawrence D'Orsay, brittisk skådespelare
- 1871 – Orville Wright, amerikansk flygpionjär
- 1872 – Matilda Ksjesinskaja, rysk ballerina
- 1883
  - Coco Chanel, fransk designer
  - Axel Pehrsson-Bramstorp, svensk politiker, partiledare för Bondeförbundet, Sveriges statsminister
- 1893 – Inge Krokann, norsk författare
- 1896 – Raymond Herbert Talbot, amerikansk demokratisk politiker
- 1897 – Frank Mangs, finlandssvensk/svensk predikant, evangelist och författare
- 1898 – Eleanor Boardman, amerikansk skådespelare
- 1900 – Colleen Moore, amerikansk skådespelare; stumfilmsstjärna
- 1908 – Warren P. Knowles, amerikansk republikansk politiker, guvernör i Wisconsin
- 1918 – Karl-Arne Bergman, svensk skådespelare, rekvisitör och inspicient
- 1921 – Gene Roddenberry, skapare av Star Trek
- 1924 – Willard S. Boyle, kanadensisk fysiker, mottagare av Nobelpriset i fysik 2009
- 1926 – Angus Scrimm, amerikansk skådespelare och journalist
- 1928 – Lasse Lönndahl, svensk sångare och skådespelare
- 1932 – Thomas P. Salmon, amerikansk demokratisk politiker, guvernör i Vermont
- 1934
  - David Durenberger, amerikansk republikansk politiker, senator (Minnesota)
  - Renée Richards, amerikansk ögonläkare och professionell tennisspelare
- 1939 – Ginger Baker, brittisk musiker
- 1940
  - Jill St. John, amerikansk skådespelare, Bondbrud
  - Johnny Nash, amerikansk sångare
- 1943 – Billy J. Kramer, engelsk sångare
- 1944 – Bodil Malmsten, svensk författare
- 1945 – Ian Gillan, brittisk sångare, låtskrivare, munspelare och congaspelare, medlem i Deep Purple
- 1946 – Bill Clinton, amerikansk politiker, USA:s president
- 1948 – Tommy Söderberg, svensk förbundskapten i fotboll
- 1951
  - John Deacon, brittisk musiker, basist i Queen
  - Doug Herland, amerikansk roddare
- 1952 – Jonathan Frakes, amerikansk skådespelare och regissör
- 1955 – Peter Gallagher, amerikansk skådespelare
- 1957 – Martin Donovan, amerikansk skådespelare
- 1958 – Rick Snyder, amerikansk republikansk politiker och affärsman, guvernör i Michigan
- 1962 – Jorma Jääskeläinen, svensk friidrottstränare
- 1963 – Joey Tempest, svensk musiker, sångare i Europe
- 1964 – Richard Herrey, svensk artist
- 1965 – Kyra Sedgwick, amerikansk skådespelare
- 1967 – Mika Kari, finländsk socialdemokratisk politiker
- 1968 – Nikolaos Kaklamanakis, grekisk vindsurfare
- 1969
  - Nate Dogg, amerikansk hiphopartist
  - Matthew Perry, amerikansk-kanadensisk skådespelare
- 1970 – Fat Joe, amerikansk rappare
- 1973
  - Mette-Marit av Norge, norsk kronprinsessa
  - Marco Materazzi, italiensk fotbollsspelare
- 1977
  - Callum Blue, brittisk skådespelare
  - Will Hurd, amerikansk republikansk politiker
- 1980 – Tove Fraurud, svensk politiker, förbundsordförande för Ung Vänster
- 1984 – Nisse Hallberg, svensk ståuppkomiker
- 1985 – Lars Nelson, svensk längdskidåkare, OS-guld i stafett 2014
- 2001 – Awak Kuier, finländsk basketspelare

## Avlidna
- 14 – Augustus, 75, romersk kejsare
- 440 – Sixtus III, helgon, påve
- 1580 – Andrea Palladio, 71, italiensk arkitekt
- 1662 – Blaise Pascal, 39, fransk fysiker och matematiker
- 1669 – Seved Bååth, 54, svensk ämbetsman, president för Svea hovrätt och riksskattmästare
- 1680 – Jean Eudes, 78, fransk romersk-katolsk präst, missionär och ordensgrundare, helgon
- 1753 – Balthasar Neumann, 66, tysk arkitekt
- 1808 – Fredrik Henrik af Chapman, 86, svensk skeppsbyggare och sjömilitär
- 1814 – Gustaf Mauritz Armfelt, 57, hovman, diplomat, friherre, generalmajor, ledamot av Svenska Akademien
- 1826
  - Lars von Engeström, 74, svensk greve, diplomat och politiker samt kanslipresident och utrikesstatsminister
  - Joseph McIlvaine, 56, amerikansk politiker, senator
- 1867 – William B. Campbell, 60, amerikansk politiker
- 1888 – Erik Edlund, 69, svensk professor och riksdagsman
- 1905 – William Bouguereau, 79, fransk målare
- 1923 – Vilfredo Pareto, 75, italiensk sociolog, ekonom och moralfilosof
- 1932 – Louis Anquetin, 71, fransk målare
- 1934 – Henry T. Rainey, 73, amerikansk demokratisk politiker, talman i USA:s representanthus
- 1936
  - Federico García Lorca, 38, spansk författare
  - Oscar von Sydow, 63, svensk politiker och ämbetsman, Sveriges statsminister, landshövding, riksmarskalk
- 1937 – Holger Rosman, 66, svensk historieforskare
- 1962 – Kerstin Hesselgren, 90, svensk politiker och yrkesinspektris
- 1967 – Hugo Gernsback, 83, amerikansk science fiction-författare
- 1974 – Rodger Davies, 53, amerikansk diplomat
- 1976 – Alastair Sim, 75, brittisk skådespelare
- 1977 – Groucho Marx, 86, amerikansk komiker, skådespelare, Bröderna Marx
- 1986 – Georg Løkkeberg, 76, norsk skådespelare
- 1994 – Linus Pauling, 93, amerikansk fysikalisk kemist, biokemist och fredsaktivist, mottagare av Nobelpriset i kemi 1954 och Nobels fredspris 1962
- 2002 – Jan Stenbeck, 59, svensk finansman
- 2003 – Sérgio Vieira de Mello, 55, brasiliansk diplomat
- 2007 – Daniel Brewster, 83, amerikansk demokratisk politiker
- 2008 – Levy Mwanawasa, 59, zambisk president
- 2011 – Gun Hägglund, 79, svensk radio- och TV-profil
- 2012
  - Ester Estéry, 97, svensk revy- och operettsångerska
  - Tony Scott, 68, brittisk filmregissör
- 2014
  - Simin Behbahani, 87, iransk författare och poet
  - Brian G. Hutton, 79, amerikansk filmregissör
  - Henry Plée, 91, fransk kampsportspionjär
- 2015 – Lars Amble, 76, svensk skådespelare och regissör
- 2020 – Slade Gorton, 92, amerikansk republikansk politiker, senator (Washington)
- 2021 – Sonny Chiba, 82, japansk skådespelare